# Документационо информациони центар „Веритас”
Документационо-информациони центар „Веритас” је невладина организација основана 1993. године, која се бави прикупљањем документације, проналажењем и идентификацијом жртава рата у Хрватској, као и пружању правне и друге помоћи избеглицама из Републике Српске Крајине у погледу имовинских и других права на територији Републике Хрватске, статусног права у другим државама, те пружањем правне помоћи повратницима и другим избеглицама осумњиченим за ратне злочине пред судовима у Хрватској.
Оснивач и председник Документационо-информационог центра „Веритас” је Саво Штрбац, предратни судија Окружног суда у Задру, а затим секретар Владе Републике Српске Крајине и председник њене комисије за размену заробљеника.

## Историјат
Документационо-информациони центар „Веритас” је основан крајем 1993. године у Книну, од стране тамошњих истакнутих правника са простора Републике Српске Крајине. За председника је изабран Саво Штрбац, предратни судија Окружног суда у Задру, а затим секретар Владе Републике Српске Крајине и председник њене комисије за размену заробљеника,
Након операције Олуја 1995. године и прогона 220.000 српских цивила, седиште „Веритас” прелази у Београд, а отвара се и представништво у Бањалуци.

## Попис жртава рата у Хрватској
„Веритас” је саставио списак од око 7.500 српских жртава рата у Хрватској, од чега 1.877 који су страдали у операцији Олуја.